# IL Divji
IL Divji so glasbena zasedba, ki je bila ustanovljena leta 2010. Izvajajo zabavno glasbo.
V letu 2022 so s skladbo Zdaj je čas, ki so jo zapeli skupaj z Issacom Palmo, na festivalu Melodijah morja in sonca, prejeli največ glasov občinstva in skupno dosegli tretje mesto. 

## Zasedba
Zasedbo sestavljajo Klemen Rutar, Matija Kramberger, Aleš Perko, Lojzi Bobnar in Žiga Šraml.

## Največje uspešnice
IL Divji so najbolj poznani po naslednjih skladbah:
- Imel te bom rad
- Sladka si kot med
- Jutro
- Nisem Rekel
- Pridi z mano
- Kada jednom
- Bejbi (priredba skupine Gadi)

## Nastopi na glasbenih festivalih
Melodije morja in sonca
- 2022: Zdaj je čas - 3. mesto (z Isaac Palma)